# Thecocarcelia vibrissata
Thecocarcelia vibrissata är en tvåvingeart som beskrevs av Louis-Paul Mesnil 1977. Thecocarcelia vibrissata ingår i släktet Thecocarcelia och familjen parasitflugor.
Artens utbredningsområde är Madagaskar. Inga underarter finns listade i Catalogue of Life.